# Vattenkraft i Danmark
Vattenkraft i Danmark har begränsad omfattning. Det finns 8 vattenkraftverk i landet. De producerar totalt 16 GWh el per år vilket är (2023) omkring 0,03% av den totala elproduktionen på drygt 30 TWh/år. Orsaken till den låga produktionen är framförallt de låga höjdskillnaderna i landet. Det i särklass största vattenkraftverket i landet är Tangeværket. Vattenkraften i grannländerna (framförallt Sverige och Norge) har betydande påverkan på landets elsystem då de kan fungera som ellager.

## Historia
Även om vattenkraftens nuvarande betydelse för landets elförsörjning är liten, där betydligt mindre än en promille av landets el kommer från landets vattenkraftverk, så var den av större betydelse för den tidiga elektrifieringen. Utbyggnaden av vattenkraften skedde i huvudsak från slutet av 1800-talet och fram till början av 1920-talet.
Tangeværket stod när det togs i drift ensamt för över 20 % av Jyllands el. För hela Danmark stod vattenkraften 1921/1922 för omkring 5 % av elförsörjningen, vilket hade minskat till knappt 2 % 1942/1943. Det första vattenkraftverket, Kær mølle, var en ombyggd kvarn. Av de drygt 100 anläggningar som vid något tillfälle genererat el till nätet har de flesta varit just ombyggda kvarnar där det installerats en eller flera generatorer. Som mest har det funnits omkring 20 vattenkraftverk som byggts för ändamålet. Det själländska elsystemet har sedan länge varit sammanknutet med det svenska och utnyttjat dess vattenkraft. Sydsvenska Kraftaktiebolaget och Nordsjællands Elektricitets og Sporvejs Aktieselskab byggde 1912-1915 den första sjökabeln av sitt slag i Europa mellan Helsingborg och Helsingör, vilket gjorde att Själland kunde importera el från Lagan, men även exportera kolkraftsel när vattenkraftsproduktionen i Sverige var låg.
Elproduktionen från vattenkraft har under senare år varit svagt avtagande.

## Vågkraft
Det finns forskning på vågkraft i Danmark, bland annat vid Danish Wave Energy Center. Vågkraften bedöms ha potential för att bli en viktig del av landets energisystem och det pågår flera försök.